# Морано-суль-По
Морано-суль-По (итал. Morano sul Po) — коммуна в Италии, располагается в регионе Пьемонт, в провинции Алессандрия.
Население составляет 1539 человек (2008 г.), плотность населения составляет 90 чел./км². Занимает площадь 18 км². Почтовый индекс — 15025. Телефонный код — 0142.
Покровителем коммуны почитается святой Иоанн Креститель, празднование 24 июня.

## Демография
Динамика населения:

## Администрация коммуны
- Официальный сайт: https://web.archive.org/web/20060507143153/http://www.comuninprovincia.it/al/morano_sul_po/